# Samostojeće čarape
Samostojeće čarape vrsta su najlonskih čarapa, dosežu do bedra, na vrhu imaju traku, kojom se pričvrste za nogu, često imaju čipkasti završetak. Dizajnirane su, da se nose bez podvezica.
U tridesetim godina 20. stoljeća, pojavile su se najlonske čarape s gumenom trakom. Do prije nekoliko desetljeća bilo je uobičajeno, da se takve čarape nose s podvezicama. Samostojeće čarape bez podvezica pojavile su se u prodaji od 1987. godine. Polako su osvajale tržište, a iako su još uvijek u manjini, povećava se broj žena koje nose i takav tip čarapa.
Prosječna širina trake na samostojećim čarapama iznosi 8 cm, a varira između 3 i 15 cm. Prednost samostojećih čarapa je higijenska, jer ne dolazi do pojave mikroorganizama od vlage i topline u području prepona, u odnosu na klasične najlonske čarape. Nedostatci su manjak topline u hladnim danima i traka koja može ostaviti crveni trag.